# Piotr Pakhtoussov
Piotr Kouzmitch Pakhtoussov (en russe : Петр Кузьмич Пахтусов), né le 20 mars 1800 à Kronstadt et mort le 19 novembre 1835 à Arkhangelsk, est un explorateur russe. 
Il a mené la première étude approfondie de la Nouvelle-Zemble,,,.

## Biographie
Entre 1832 et 1835, Pakhtoussov entreprend deux voyages en Nouvelle-Zemble sur le Krotov. Il hiverne sur l'île à deux reprises dans la baie Tchirakine, au nord-est de l'île, et effectue des observations météorologiques détaillées.
Pakhtoussov étudie soigneusement les parties sud et est de la Nouvelle-Zemble avec son collègue explorateur et cartographe Avgust Tsivolko au cours des deux dernières années de l'expédition. Grâce à leur travail, les premières cartes fiables des rives sud de la Nouvelle-Zemble et d'une partie du littoral de l'île du Nord sont publiées.
Une petite île de la côte est de la Nouvelle-Zemble et un groupe d'îles de l'archipel Nordenskiöld portent le nom de Piotr Kouzmitch Pakhtoussov. Son exploit en tant que scientifique et chercheur a été immortalisé en 1886. Les collègues de Pakhtoussov et les membres de l'expédition ont initié la création de ce monument à Kronstadt.